# 沐浴

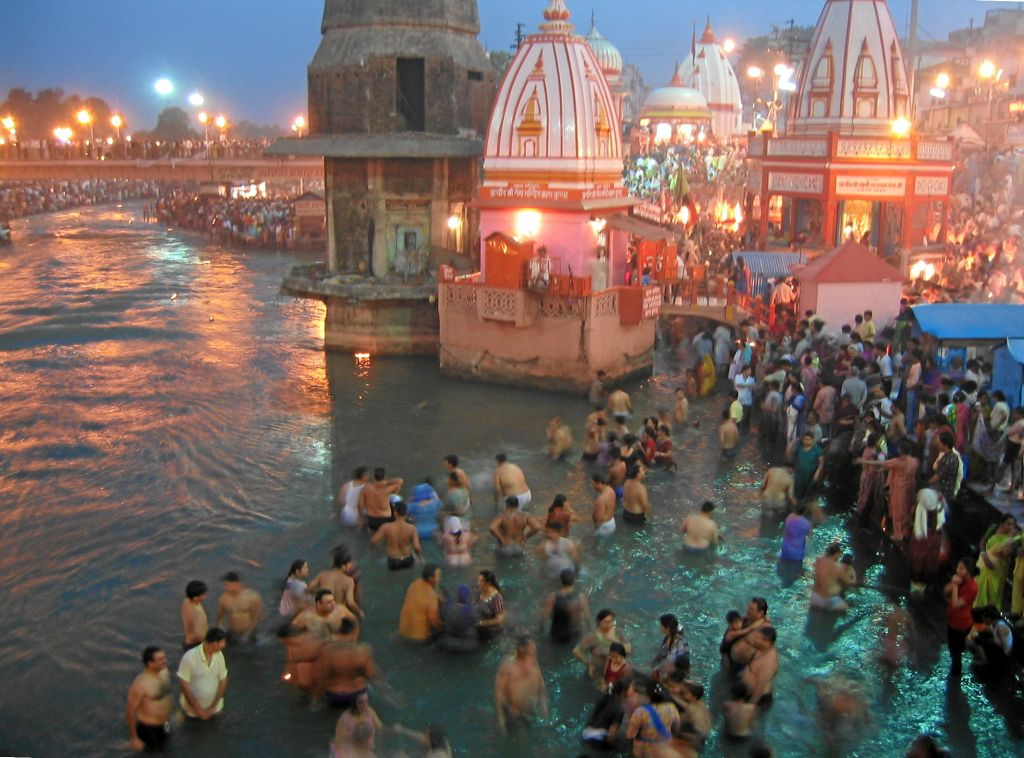
ハリドワール、ハリ・キ・パイリーの沐浴場

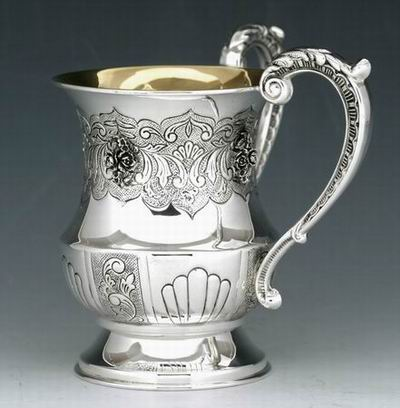
ユダヤ教、手を洗う（netilat yadayim）ための銀杯

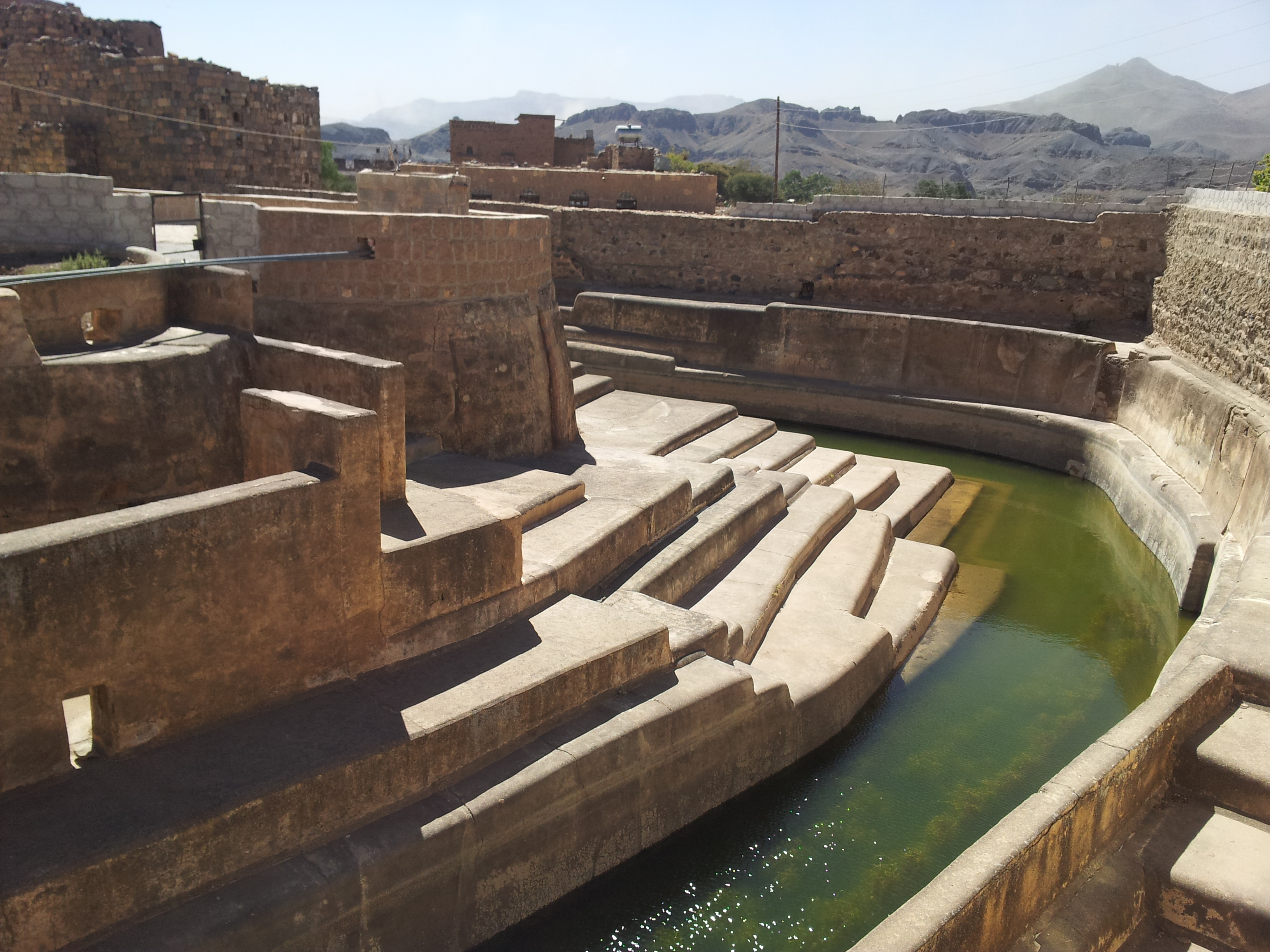
ウドゥーのための沐浴施設（イエメン）

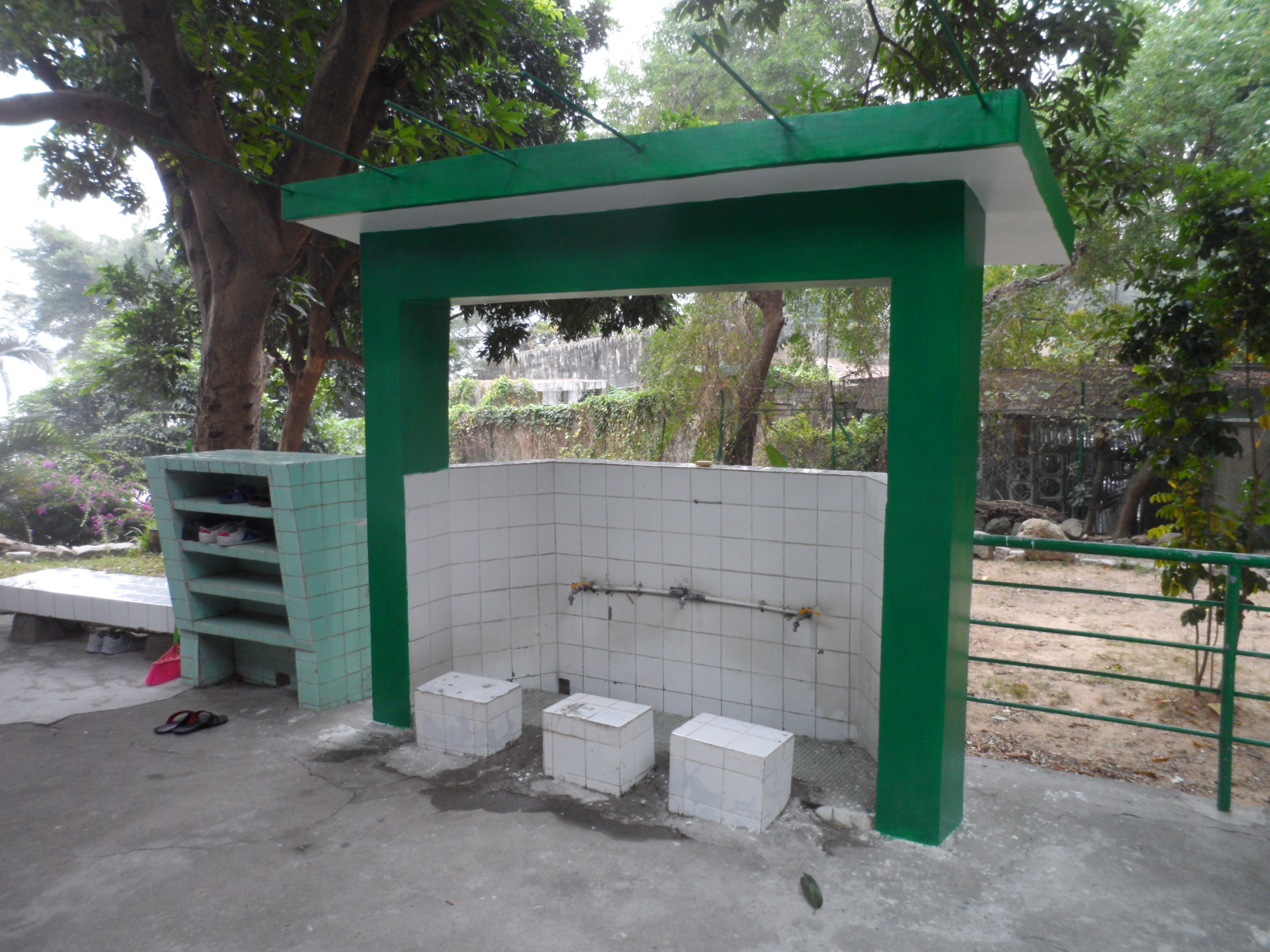
ウドゥーのための蛇口（マカオのモスク）

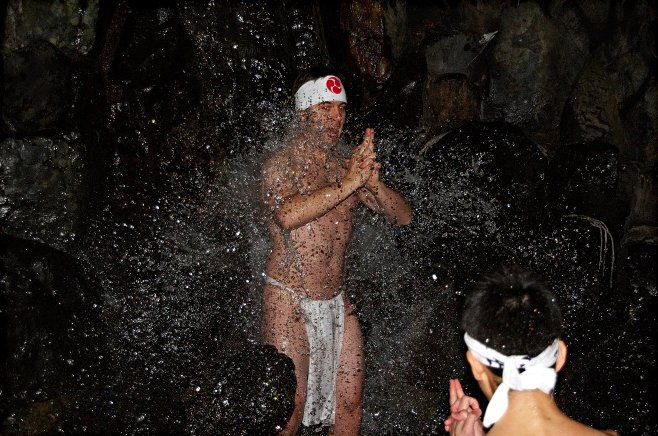
神道における禊ぎ『滝行』

沐浴（もくよく、ablution）は、からだを水で洗い潔めること。宗教的な儀式を指すことが多い。乳児の体を洗うことも含まれる。ここでは、宗教的な儀式について主に説明する。
風呂に入る行為全般に関しては「入浴」を参照。

## 概要
沐は水を頭から浴びること、浴は水に身体を浸けることを意味する。水や湯を用いることが一般的である。それ以外にも煙・火・香料などによりけがれを落とすことも沐浴に含める。
多くの宗教で奨励されている参拝、礼拝の前に手や足、顔、口など体の一部を水で洗う行為も沐浴の一種である。
記録に残る最も古い沐浴の習俗は、古代ギリシャのエレウシスで行われていた「神秘」と呼ばれる神秘主義者達による海での浄化の儀式である。
キリスト教では「洗礼」、日本の神道では「禊」と呼ぶなど、宗教ごとに呼び名は異なるが、潔めによって聖と俗との分離をはかる、ということは共通している。
沐浴を行うことの宗教上の意義は主に以下の3つが挙げられる。
- 沐浴により、俗から清へ、生から死へなど、ある状態から別の状態への移行を促進する。
- 川、海、泉など、聖なる場所に身体を置くこと（沐浴すること）で、けがれを取り除く。
- 沐浴により、聖なる物に触れる前や空間に入る前に、身体的・宗教的なけがれを落とすこと[2]。

## ヒンドゥー教圏
ヒンドゥー教では、沐浴を行うことで、罪を流し功徳を増すと信じられている。ヒンドゥー教徒の多くは1日の始まりに、寺院の貯水池や川で沐浴を行う。あるいは毎日仕事を終えた後1時間ほど時間をかけて全身を洗いきよめる。
多くの聖地が集積するガンジス川での沐浴の光景は特に有名で、ベナレスがその中心地。
12年に一度、インドのイラーハーバードなどでクンブ・メーラ（クンブ・メラ）と呼ばれる最大の祭典が55日間行われる。近年では2013年に行われた。

## ユダヤ教
全身を水に浸し潔めることは tevilah (טְבִילָה)と言う。手を水で潔めることはnetilat yadayimと言う。

## キリスト教
洗礼として知られる。イエス自身もヨルダン川でヨハネ（「バプテスマのヨハネ」)により洗礼を受け、神の御霊が鳩のように自分の上に降りてくるのを見、天の声が響き「あなたはわたしの愛する子、わたしの心にかなう者だ」と言った、とされる。

## イスラム教圏
イスラム教では、沐浴をグスル（Ghusl）と呼ぶ。男女を問わず精液の出た後、出産後、巡礼の衣を着用する前などに行うことが義務付けられている。グスルのやりかたは、その方法がイスラムの法典により細かく定められている。
- ウドゥ（Wudu、 الوضوء al-wuḍū） - 水で部分的に洗う
- タヤンムム（Tayammum、  تيمم） - 水が無いときに砂、石で洗う。

## 日本
日本の神道には、滝や川でけがれを祓う禊ぎや垢離がある。神社の境内にある手水舎で行う、手洗いや口すすぎも禊ぎ・沐浴の一種と考えられる。
日本に仏教が伝来すると各地に寺が建立され、寺には沐浴の施設として温堂や浴堂が建築され、僧侶自身は勿論のこと、貧しい人々や病人・囚人らを対象として浴室を開放して入浴を施す施浴などがおこなわれた。
次第に仏教の温浴が宗教上の沐浴から切り離され俗化されて、入浴という風習にもつながった。「斎戒沐浴」。
11世紀には、海水での沐浴と思われる「しほゆあみ(潮浴・汐浴)」という言葉が書物に現れる。
関西には、旧暦6月14日に住吉大社前にあった長狭浦の海水を浴びると無病息災で過ごせるという信仰が江戸時代にあり、夏の風物詩として人々が海水に浸かる様子が『摂津名所図会』などに描かれた。「住吉の泥湯（潮湯）」と呼ばれ、明治に入ってからも、住吉大社の神輿渡御の前後数日の間に長狭の浦に身を浸せば腫物が治ると信じられ、1日に何百人という老若男女が沐浴した。